# 愉悦葶苈
愉悦葶苈（学名：Draba jucunda），为十字花科葶苈属下的一个种。

## 扩展阅读
維基物種上的相關：愉悦葶苈